# Joseph Putz
Joseph Putz (Brussel·les, 24 d'abril de 1895 - Grussenheim, 28 de gener de 1945) va ser un militar francès nascut en Bèlgica, que va aconseguir el grau de coronel i va participar en la Primera i Segona Guerra Mundial, i en la Guerra Civil Espanyola.

## Biografia
Va ser cridat a files durant la Primera Guerra Mundial i es va incorporar a l'exèrcit francès en l'arma d'infanteria com a soldat. Després de participar en diferents combats a la zona d'Alsàcia, es va unir a la cavalleria en una unitat de blindats, amb la qual va acabar la guerra amb el grau de tinent. Va abandonar l'exèrcit i va treballar en el sindicat Confédération Générale du Travail Unitaire (CGTU) dins de l'administració municipal.
En esclatar la Guerra Civil a Espanya es va unir el 1936 a les Brigades Internacionals en defensa de la legalitat republicana. Va estar enquadrat en la XIV Brigada Internacional, al comandament del batalló Henri Barbusse un temps, i després va comandar la brigada substituint Karol Świerczewski i amb Aldo Morandi com a cap d'Estat Major. Es traslladaria al front Nord, on va ser comandant de la 1a Divisió basca en la defensa de Bilbao. Al comandament d'aquesta unitat mantindria una resistència tenaç amb greus pèrdues. Ferit diverses vegades en combat i ascendit dins de les Brigades a tinent coronel, va tornar a França per a traslladar-se finalment a Algèria com a funcionari municipal.
En la seva destinació algeriana el va sorprendre l'ocupació de França per l'Alemanya nazi. Mobilitzat amb el grau de capità, es va incorporar a les unitats motoritzades franceses al nord d'Àfrica, el III Batalló del RMT, si bé la precipitada rendició de França li va impedir combatre en aquests primers moments. Amb el desembarcament aliat en el nord d'Àfrica el 1942, juntament amb gaullistes i espanyols republicans en l'exili va dirigir una companyia que ataca posicions nazis en territori marroquí. La companyia, convertida en batalló, va continuar les seves operacions a l'any següent a Tunísia, on va destacar a Djebel Driss i a Bizerta. El seu batalló es va integrar aquest any en el 3r Batalló del Regiment d'Infanteria del Txad, en el qual és nomenat comandant, amb posterioritat s'incorporaria a la 2a Divisió blindada del general Leclerc dins de les forces de la França Lliure. En diverses ocasions va tenir sota la seva responsabilitat a la 9a Companyia de la Divisió, coneguda com La Nueve, integrada majoritàriament per refugiats espanyols. Va participar amb la seva unitat en el desembarcament de Normandia, destacant en les seves accions ofensives en el bosc d'Ecouves l'agost de 1944. Va desfilar en l'alliberament de París per continuar dins de la divisió de Leclerc, ja amb el grau de tinent coronel, la campanya militar amb èxits notables als Vosges i l'alliberament d'Estrasburg; va morir en combat a Grussenheim uns mesos abans d'acabar la guerra.